# Sci alpino ai XIV Giochi olimpici invernali - Slalom speciale femminile
Tra le competizioni dello sci alpino ai XIV Giochi olimpici invernali di Sarajevo 1984 lo slalom speciale femminile si disputò venerdì 17 febbraio sulla pista Kalajdzin Kamen di Jahorina; l'italiana Paoletta Magoni vinse la medaglia d'oro, la francese Perrine Pelen quella d'argento e la liechtensteinese Ursula Konzett quella di bronzo.
Detentrice uscente del titolo era la liechtensteinese Hanni Wenzel, che aveva vinto la gara dei XIII Giochi olimpici invernali di Lake Placid 1980 disputata sul tracciato di Whiteface Mountain precedendo la tedesca occidentale Christa Kinshofer (medaglia d'argento) e la svizzera Erika Hess (medaglia di bronzo); la campionessa mondiale in carica era la Hess, vincitrice a Schladming 1982 davanti alla Pelen e alla statunitense Christin Cooper.

## Risultati
| 1  | 5  | Paoletta Magoni             | Italia           | 0:48,85 | 4   | 0:47,62 | 1   | 1:36,47 |        |     |     |
| 2  | 10 | Perrine Pelen               | Francia          | 0:48,85 | 4   | 0:48,53 | 4   | 1:37,38 | +0,91  |     |     |
| 3  | 13 | Ursula Konzett              | Liechtenstein    | 0:48,81 | 2   | 0:48,69 | 6   | 1:37,50 | +1,03  |     |     |
| 4  | 6  | Roswitha Steiner            | Austria          | 0:49,22 | 7   | 0:48,62 | 5   | 1:37,84 | +1,37  |     |     |
| 5  | 15 | Erika Hess                  | Svizzera         | 0:49,57 | 10  | 0:48,34 | 3   | 1:37,91 | +1,44  |     |     |
| 6  | 14 | Małgorzata Tlałka           | Polonia          | 0:49,20 | 6   | 0:48,77 | 7   | 1:37,97 | +1,50  |     |     |
| 7  | 1  | Maria Rosa Quario           | Italia           | 0:49,68 | 13  | 0:48,31 | 2   | 1:37,99 | +1,52  |     |     |
| 8  | 3  | Anni Kronbichler            | Austria          | 0:48,84 | 3   | 0:49,21 | 12  | 1:38,05 | +1,58  |     |     |
| 9  | 12 | Daniela Zini                | Italia           | 0:49,32 | 8   | 0:48,83 | 8   | 1:38,15 | +1,68  |     |     |
| 10 | 16 | Olga Charvátová             | Cecoslovacchia   | 0:49,65 | 12  | 0:49,01 | 9   | 1:38,66 | +2,19  |     |     |
| 11 | 2  | Monika Hess                 | Svizzera         | 0:49,55 | 9   | 0:49,12 | 10  | 1:38,67 | +2,20  |     |     |
| 12 | 11 | Maria Epple                 | Germania Ovest   | 0:49,63 | 11  | 0:49,14 | 11  | 1:38,77 | +2,30  |     |     |
| 13 | 21 | Ewa Grabowska               | Polonia          | 0:50,06 | 15  | 0:49,56 | 14  | 1:39,62 | +3,15  |     |     |
| 14 | 29 | Nadežda Patrakeeva-Andreeva | Unione Sovietica | 0:50,80 | 18  | 0:49,42 | 13  | 1:40,22 | +3,75  |     |     |
| 15 | 31 | Mateja Svet                 | Jugoslavia       | 0:51,12 | 19  | 0:49,73 | 15  | 1:40,85 | +4,38  |     |     |
| 16 | 35 | Carole Merle                | Francia          | 0:51,68 | 20  | 0:52,62 | 16  | 1:44,30 | +7,83  |     |     |
| 17 | 36 | Jolanda Kindle              | Liechtenstein    | 0:53,13 | 22  | 0:53,30 | 17  | 1:46,43 | +9,96  |     |     |
| 18 | 40 | Magdalena Birkner           | Argentina        | 0:56,36 | 23  | 0:58,39 | 18  | 1:54,75 | +18,28 |     |     |
| 19 | 42 | Jin Xuefei                  | Cina             | 1:02,74 | 24  | 1:03,30 | 20  | 2:06,04 | +29,57 |     |     |
| 20 | 41 | Wang Guizhen                | Cina             | 1:05,14 | 25  | 1:01,60 | 19  | 2:06,74 | +30,27 |     |     |
| 21 | 43 | Lina Aristodimou            | Cipro            | 1:08,53 | 26  | 1:11,11 | 21  | 2:19,64 | +43,17 |     |     |
|    | 17 | Christelle Guignard         | Francia          | 0:48,71 | 1   | DNF     | DNF | DNF     | DNF    | DNF | DNF |
|    | 9  | Petra Wenzel                | Liechtenstein    | 0:49,80 | 14  | DNF     | DNF | DNF     | DNF    | DNF | DNF |
|    | 22 | Blanca Fernández Ochoa      | Spagna           | 0:50,06 | 15  | DNF     | DNF | DNF     | DNF    | DNF | DNF |
|    | 18 | Nuša Tome                   | Jugoslavia       | 0:50,69 | 17  | DNF     | DNF | DNF     | DNF    | DNF | DNF |
|    | 28 | Andreja Leskovšek           | Jugoslavia       | 0:52,00 | 21  | DSQ     | DSQ | DSQ     | DSQ    | DSQ | DSQ |
|    | 4  | Tamara McKinney             | Stati Uniti      | DNF     | DNF | DNF     | DNF | DNF     | DNF    | DNF | DNF |
|    | 7  | Christin Cooper             | Stati Uniti      | DNF     | DNF | DNF     | DNF | DNF     | DNF    | DNF | DNF |
|    | 8  | Dorota Tlałka               | Polonia          | DNF     | DNF | DNF     | DNF | DNF     | DNF    | DNF | DNF |
|    | 19 | Brigitte Oertli             | Svizzera         | DNF     | DNF | DNF     | DNF | DNF     | DNF    | DNF | DNF |
|    | 20 | Anja Zavadlav               | Jugoslavia       | DNF     | DNF | DNF     | DNF | DNF     | DNF    | DNF | DNF |
|    | 23 | Lea Sölkner                 | Austria          | DNF     | DNF | DNF     | DNF | DNF     | DNF    | DNF | DNF |
|    | 24 | Alexandra Mařasová          | Cecoslovacchia   | DNF     | DNF | DNF     | DNF | DNF     | DNF    | DNF | DNF |
|    | 26 | Ivana Valešová              | Cecoslovacchia   | DNF     | DNF | DNF     | DNF | DNF     | DNF    | DNF | DNF |
|    | 27 | Fulvia Stevenin             | Italia           | DNF     | DNF | DNF     | DNF | DNF     | DNF    | DNF | DNF |
|    | 30 | Andrea Bédard               | Canada           | DNF     | DNF | DNF     | DNF | DNF     | DNF    | DNF | DNF |
|    | 32 | Dolores Fernández Ochoa     | Spagna           | DNF     | DNF | DNF     | DNF | DNF     | DNF    | DNF | DNF |
|    | 33 | Veronika Wallinger          | Austria          | DNF     | DNF | DNF     | DNF | DNF     | DNF    | DNF | DNF |
|    | 34 | Lesley Beck                 | Regno Unito      | DNF     | DNF | DNF     | DNF | DNF     | DNF    | DNF | DNF |
|    | 37 | Liliana Ichim               | Romania          | DNF     | DNF | DNF     | DNF | DNF     | DNF    | DNF | DNF |
|    | 38 | Teresa Bustamante           | Argentina        | DNF     | DNF | DNF     | DNF | DNF     | DNF    | DNF | DNF |
|    | 39 | Nanna Leifsdóttir           | Islanda          | DNF     | DNF | DNF     | DNF | DNF     | DNF    | DNF | DNF |
|    | 44 | Magdalena Saint Antonin     | Argentina        | DNF     | DNF | DNF     | DNF | DNF     | DNF    | DNF | DNF |
|    | 25 | Anne-Flore Rey              | Francia          | DSQ     | DSQ | DSQ     | DSQ | DSQ     | DSQ    | DSQ | DSQ |
|    | 45 | Gabriela Angaut             | Argentina        | DSQ     | DSQ | DSQ     | DSQ | DSQ     | DSQ    | DSQ | DSQ |

Legenda:

DNF = prova non completata

DSQ = squalificata

Pos. = posizione

Pett. = pettorale
1ª manche:

Ore: 11.00 (UTC+1)

Pista: Kalajdzin Kamen

Partenza: 1 840 m s.l.m.

Arrivo: 1 670 m s.l.m.

Dislivello: 170 m

Porte: 57

Tracciatore: John McMurtry (Stati Uniti)
2ª manche:

Ore: 13.30 (UTC+1)

Pista: Kalajdzin Kamen

Partenza: 1 840 m s.l.m.

Arrivo: 1 670 m s.l.m.

Dislivello: 170 m

Porte: 59

Tracciatore: Hubert Wolf (Austria)